# Palo Alto Baylands naturreservat
Palo Alto Baylands naturreservat är den största orörda våtmarken som finns kvar i San Franciscobukten. I naturreservatet finns 24 kilometer vandringsleder i tidvattens- och sötvattensmiljöer. Reservatet ägs av staden Palo Alto i Kalifornien och är 1 920 tunnland stort och sträcker sig över både Palo Alto samt East Palo Alto. Naturreservatet är ett viktigt habitat för flyttande strandfåglar och anses vara en av de bästa platserna på västkusten för fågelskådning.